# Тимошино (Лодєйнопольський район)
Тимошино (рос. Тимошино) — присілок у Лодєйнопольському районі Ленінградської області Російської Федерації.
Населення становить 9 осіб. Належить до муніципального утворення Альоховщинське сільське поселення.

## Історія
Згідно із законом від 20 вересня 2004 року № 63-оз належить до муніципального утворення Альоховщинське сільське поселення.

## Населення
| 1910 | 1997 | 2007 | 2010 | 2014 | 2015 | 2016 |
| ---- | ---- | ---- | ---- | ---- | ---- | ---- |
| 75   | ↘10  | ↘5   | →5   | ↘4   | ↗9   | →9   |